# Mom and Dad (película de 2018)
Mom and Dad (titulado Mamá y papá en español) es una película estadounidense de terror escrita y dirigida por Brian Taylor. La película está protagonizada por Nicolas Cage y Selma Blair, siendo estrenada el 19 de enero de 2018. La película recibió críticas generalmente positivas.

## Argumento
La película comienza con una madre poniendo música relajante para su hijo mientras coloca su auto en las vías de un tren, dejando al infante en el auto para que muera.
Mientras tanto, los Ryan son una familia de cuatro con una relación tensa. El padre, Brent, no aprueba al nuevo novio de su hija Carly; ella está enojada con su padre, así como con su madre, Kendall, a quien considera "fuera de contacto". Carly también tiene constantes peleas con su hermano menor, Josh, quien siempre la molesta. Carly se ve obligada a cancelar planes con su novio Damon, para cenar con sus abuelos que están de visita.
Mientras Carly está en la escuela, una misteriosa e inexplicable interferencia comienza a transmitirse a través de pantallas de televisión y radios, afectando solamente a los adultos, quienes comienzan a sentir una intensa histeria psicópata. La empleada doméstica de los Ryan asesina a su propia hija con un ablandador de carne frente a un aterrorizado Josh mientras una enloquecida multitud de padres irrumpe en la escuela para asesinar a sus hijos por cualquier medio que puedan. Durante la masacre, Carly escapa de la escuela con su mejor amiga Riley y se esconden en su casa, donde la madre de Riley ataca y estrangula a su hija hasta la muerte. Una horrorizada Carly huye a su casa y se encuentra con Damon, quien ha matado a su propio padre en defensa propia. Damon acompaña a Carly a su casa para llevar a Josh a un lugar seguro.
Después de una clase de ejercicios, Kendall va al hospital para presenciar como su hermana Jeanne da a luz, pero la estática se transmite durante el parto, causando que Jeanne intente matar a su bebé. Kendall escapa del hospital al ver reportes de padres asesinando a sus propios hijos alrededor del mundo en la televisión. En un esfuerzo por proteger a sus hijos, Kendall se dirige a casa. Brent también se dirige a casa, ya que está aburrido en el trabajo.
Después de encontrar a su hermano escondido bajo la cama, Carly lo lleva escaleras abajo para huir de la casa, pero Brent llega en ese preciso instante. Al ver a Carly con Damon en la casa, la histeria alcanza a Brent por completo, golpeando a Damon y atacando a Carly. Kendall también presenta síntomas de la histeria y se une a Brent al llegar a casa; Josh y Carly huyen de sus padres y se encierran en el sótano. Cuando Brent y Kendall comienzan a usar una sierra mecánica para romper la cerradura, Josh saca la pistola de su padre de una mochila y dispara continuamente a través de la puerta, hiriendo a su madre. Mientras venda su herida, Kendall regaña a Brent por tener un arma de fuego con una contraseña demasiado obvia (el cumpleaños de Josh). Brent y Kendall corren una manguera desde la bomba de gas de su horno hasta el sótano en un esfuerzo por envenenar a los niños. Cuando Carly nota el gas, arma una trampa con fósforos en la puerta del sótano y se esconde con Josh en el sistema de ventilación de la casa. Brent logra romper la cerradura y abre la puerta, encendiendo el gas y desencadenando una explosión que lo aturde tanto a él como a Kendall mientras Damon despierta.
Damon ayuda a Josh y Carly a evadir a sus padres, pero Kendall despierta, lo apuñala en la mejilla con una percha de ropa y lo empuja por la barandilla de la escalera, dejándolo inconsciente nuevamente. Los padres finalmente acorralan a sus hijos, pero son interrumpidos por el timbre de la puerta; los padres de Brent han llegado para cenar. Cuando abre la puerta, su madre lo rocía con gas pimienta y su padre lo apuñala, revelando que la histeria también afecta a los abuelos. Josh le suplica a su abuelo que no lastime a su padre, permitiendo que Brent desarme temporalmente a su padre. Padres e hijos se persiguen a través de la casa. Josh evade a Brent, quien intenta esconderse de su padre en su auto en el garaje. Kendall persigue a Carly fuera de la casa y la golpea en la cabeza, pero la madre de Brent la ataca.
Brent enciende su auto, lo saca del garaje y lo estrella, matando a sus padres y quedando inconsciente. Kendall se prepara para matar a Carly, pero Damon la golpea con una pala en la cabeza.
Brent y Kendall despiertan amordazados en el sótano con Josh, Carly y Damon mirándolos. Ellos continúan exhibiendo síntomas de la histeria, y los niños se niegan a dejarlos ir. Entre lágrimas, Kendall le dice a sus hijos que los ama, y Brent continúa diciendo: "Pero a veces, sólo queremos ¡¡MATARLOS!!" En ese punto concluye la película.

## Reparto
- Nicolas Cage como Brent Ryan.[4]
- Anne Winters como Carly Ryan.
- Zackary Arthur como Josh Ryan.
- Selma Blair como Kendall Ryan.[5]
- Robert T. Cunningham como Damon.
- Marilyn Dodds Frank como Barbara Ryan.
- Lance Henriksen como Mel Ryan.
- Olivia Crocicchia como Riley.
- Rachel Melvin como Jeanne.

## Producción
El 12 de febrero de 2016, Nicolas Cage se unió al elenco de la película. El 22 de junio del mismo año, Selma Blair también se unió al elenco. La fotografía principal inició en julio de 2016.

## Lanzamiento
La película se estrenó en el Festival Internacional de Cine de Toronto de 2017, el 9 de septiembre de 2017 y fue estrenada en cines el 19 de enero de 2018 por Momentum Pictures.

### Crítica
La película recibió críticas muy positivas. Rotten Tomatoes le da una calificación aprobatoria del 75% basada en 110 comentarios, con una puntuación promedio de 6 sobre 10. El consenso crítico del sitio web dice: "La premisa de Mom and Dad sirve como un trampolín eficaz para una comedia malditamente oscura y sangrienta, con una exagerada pero adecuada interpretación de Nicolas Cage".
En Metacritic, la película tiene una puntuación promedio de 58 sobre 100, basada en 30 comentarios, indicando "críticas generalmente favorables".